# Thymoites nevada
Thymoites nevada es una especie de araña araneomorfa del género Thymoites, familia Theridiidae. Fue descrita científicamente por Müller & Heimer en 1990.
Habita en Colombia.